# La Vierge à l'Enfant avec sainte Catherine et un berger

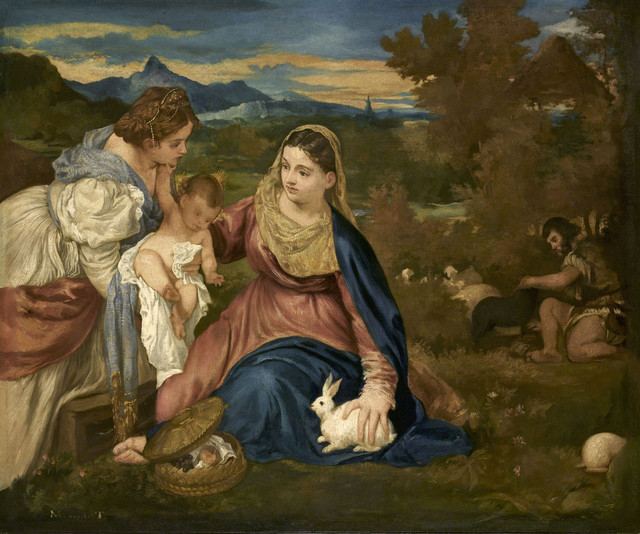
Copie de la Vierge au Lapin réalisée par Édouard Manet vers 1850, acquise par le Musée du Louvre en 2016 et exposée à côté de l’orignal pour souligner l'importance du musée dans l'apprentissage artistique. Les croquis préparatoires à cette étude auraient servi à la composition du Le Déjeuner sur l'herbe (1862).

La Vierge à l'Enfant avec sainte Catherine et un berger, aussi connue sous le nom de La Vierge au lapin (en italien, Madonna del Coniglio), est une œuvre sur toile du peintre le Titien, réalisée en 1530, conservée au musée du Louvre.

## Histoire
La toile fit partie de la Collection Gonzague. Il a ensuite été acquis par le duc de Richelieu entre 1663 et 1665, puis s'est trouvé dans la collection de Louis XIV. À l'ouverture du musée du Luxembourg en 1750, la peinture y était exposée.

## Thème
La Vierge Marie assise sur le sol, son manteau étalé autour d'elle, convoque le thème de l'iconographie chrétienne de la Vierge de l'humilité. Le lapin, symbole profane de la fécondité et de la luxure, évoque — par antinomie — la chasteté de la Vierge lorsqu'il est placé à ses pieds.

## Description
Évoquant peut-être un repos durant la fuite en Égypte, l'œuvre montre la Vierge Marie assise par terre à la manière des anciennes vierges de l'humilité. Elle reçoit l'Enfant Jésus des mains de sainte Catherine, identifiée ici par l'instrument de son supplice, une roue garnie de pointes acérées, sur lequel elle est agenouillée. Le lapin serait un symbole de la résurrection du Christ ou encore de la pureté de la Vierge et du mystère de l'Incarnation. Le raisin et la pomme dans le panier symbolisent quant à eux la passion soufferte par le Christ pour le rachat des péchés.
Le berger à l'arrière-plan représente Frédéric Gonzague, marquis de Mantoue, à qui l'œuvre était peut-être dédiée.